# Deutsch-Russische Transport-Aktiengesellschaft

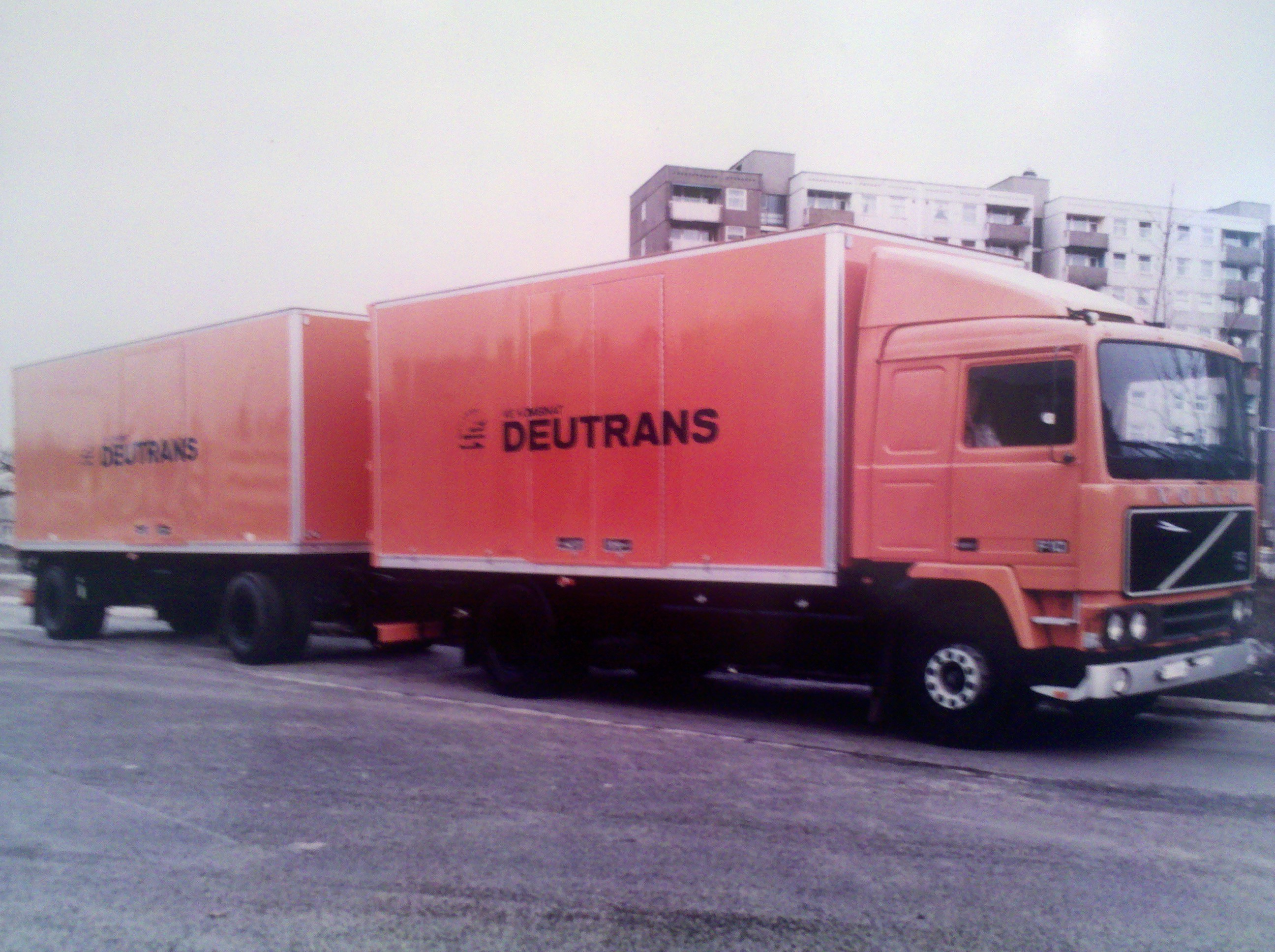
Deutrans Volvo F10

Die Derutra (Deutsch-Russische Transport-Aktiengesellschaft), später DEUTRANS, war ein bilaterales Speditions- und Transportunternehmen der Sowjetunion und Deutschlands in der Zeit der Weimarer Republik, kurzzeitig im NS-Staat und mit der Neugründung 1946 in der Sowjetischen Besatzungszone und der DDR.

## Geschichte

### Gründung und Fortgang bis zum Zweiten Weltkrieg

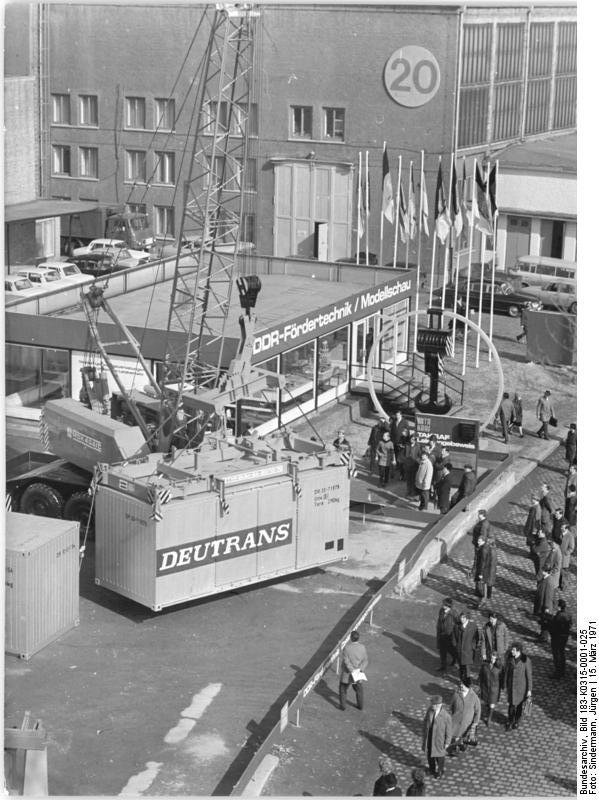
Container der Deutrans

Die Derutra wurde infolge des Vertrages von Rapallo am 13. Mai 1921 von der sowjetischen Handelsgesellschaft Stamonjakaw und der deutschen HAPAG gegründet, um den steigenden Warenaustausch zwischen dem Deutschen Reich und Sowjetrussland (ab Ende 1922 Sowjetunion) zu koordinieren. Zum einen war das Deutsche Reich an Erdöl aus der Sowjetunion interessiert, zum anderen bekundete die Sowjetunion starkes Interesse an deutschen Industrieanlagen. 1926 schied die HAPAG aus; bis 1934 agierte die Derutra dann unter sowjetischer Regie.

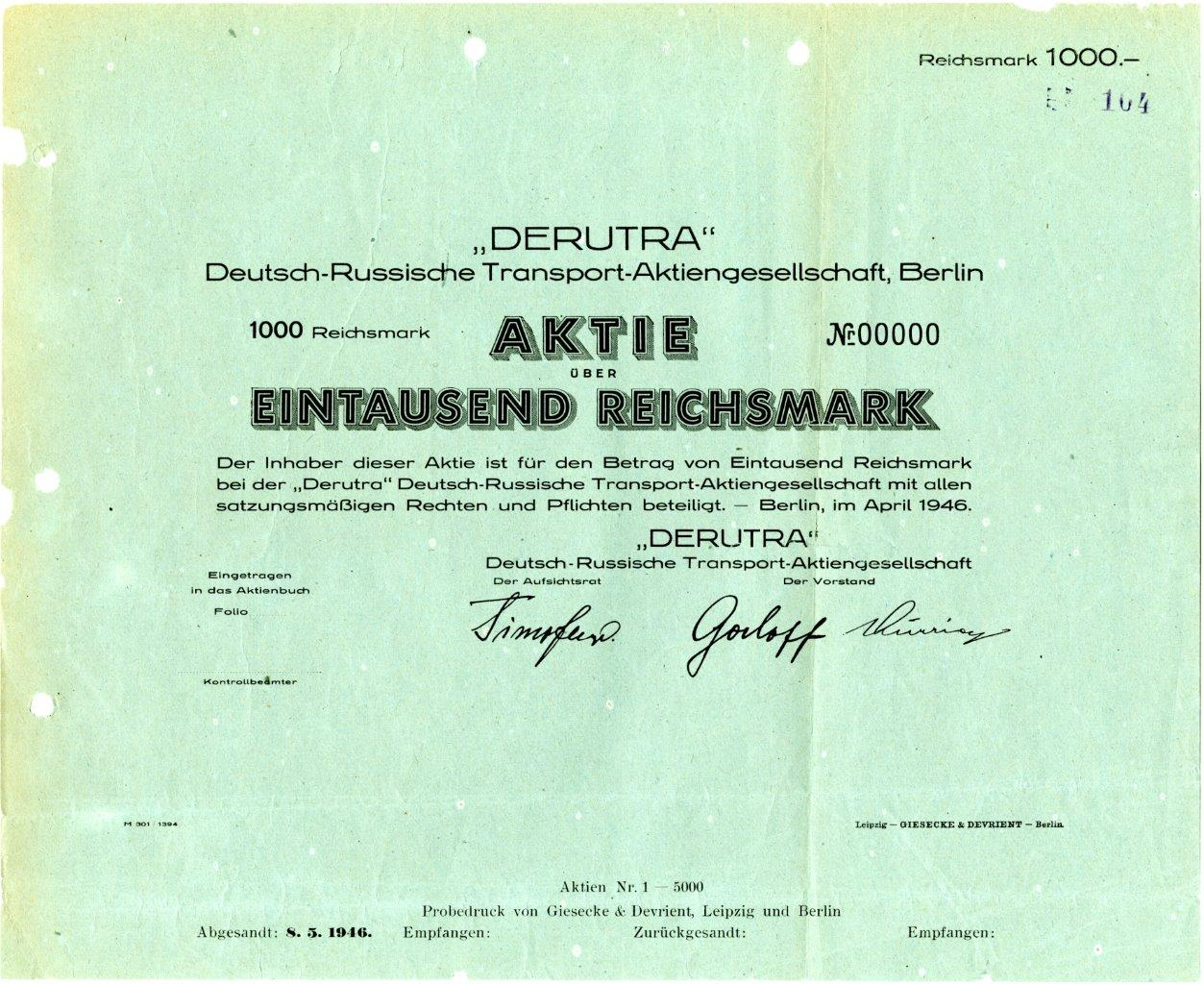
Beispiel der Aktien “DERUTRA”. Berlin, 1946.

### Entwicklung als Deutrans in der DDR

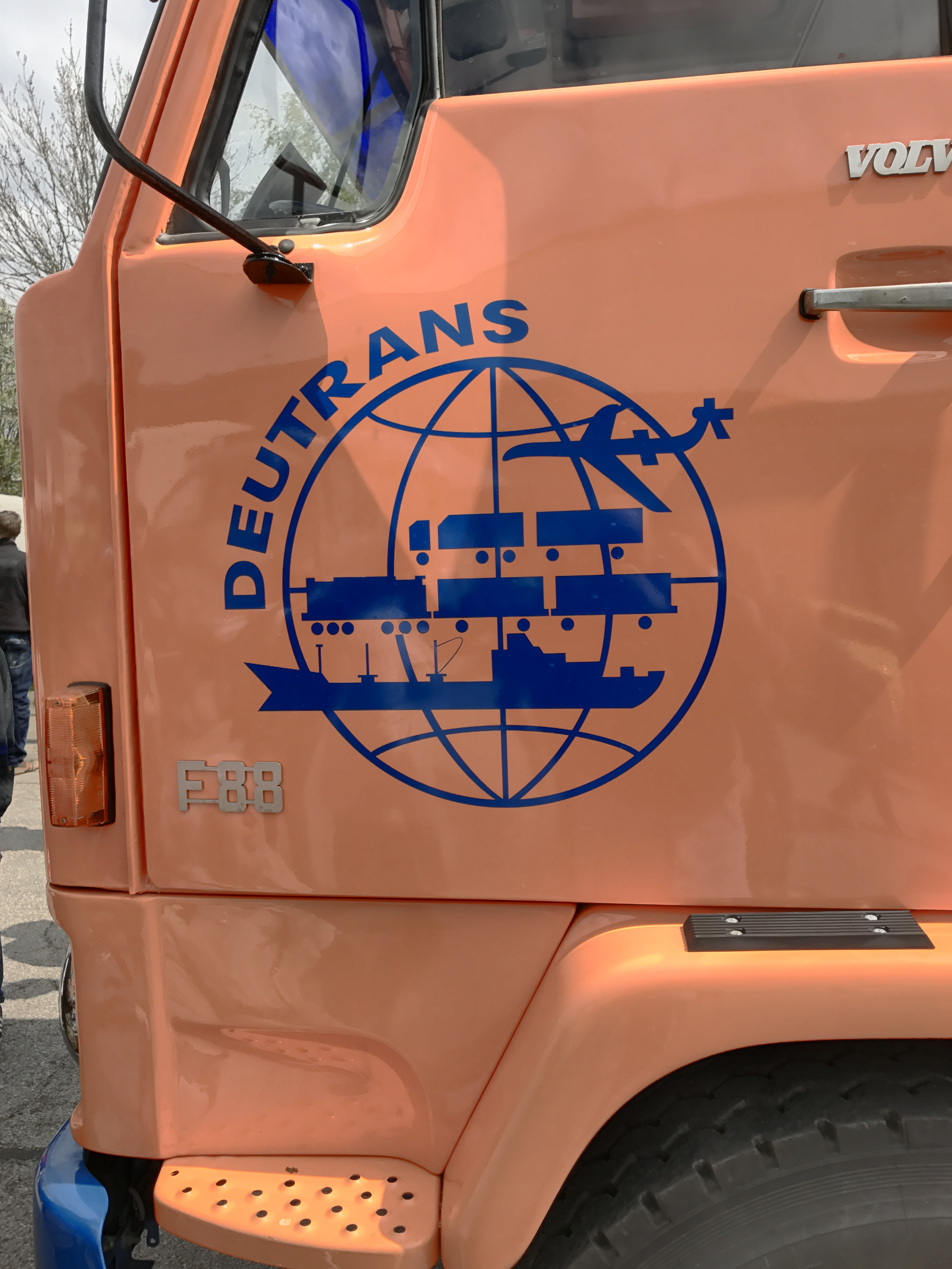
Logo der Deutrans

Nach dem Zweiten Weltkrieg benötigte die Sowjetische Militäradministration in Deutschland (SMAD) eine Spedition, die Demontagetransporte durchführte und alle Außenhandelstransporte zwischen der Sowjetischen Besatzungszone in Deutschland und der Sowjetunion sicherstellte. Daher wurde die „Derutra“ am 26. März 1946 in Ost-Berlin wiedergegründet.
Sie handelte zunächst als reiner Spediteur, d. h., sie beauftragte die volkseigenen Kraftverkehrsbetriebe mit der Durchführung der Transporte. Man griff auf Fahrzeuge zurück, die während des Krieges unversehrt geblieben waren bzw. aus Beständen des sowjetischen Militärs übernommen wurden. 1947 transportierte Derutra Teile des NS-Raubgolds in die Sowjetunion weiter.
1950 wurde die VVB „Deutsche Spedition“ gegründet. Ihr unterstanden die VEB „Deutsche Spedition“ in den einzelnen Bezirken, die wiederum über eigene Fuhrparks verfügten. Die „Deutsche Spedition“ war für die Durchführung der Verkehre in das nichtsozialistische Wirtschaftsgebiet verantwortlich.
Eines der größten Probleme blieb die Beschaffung geeigneter LKW. Der Nutzfahrzeugindustrie der DDR gelang es erst 1952 mit dem IFA H6, den ersten brauchbaren Lastwagen auf den Markt zu bringen. Schon 1959 wurde der Bau von schweren Nutzkraftwagen in der DDR komplett eingestellt. Für den Import aus den „Bruderländern“ konnte vorerst nur Škoda aus der Tschechoslowakei taugliche Lastwagen anbieten. Deshalb mussten Fahrzeuge aus dem Westen beschafft werden, unter anderem von den Herstellern Mercedes-Benz, Magirus-Deutz und Volvo.
1954 wurde die DEUTRANS – Internationale Spedition gegründet. Diese fungierte als reiner Spediteur und beauftragte die volkseigenen Kraftverkehrsbetriebe und die Deutsche Reichsbahn, aber auch Reedereien mit der Transportdurchführung. Der Hauptteil der Transporte wurde per Bahn abgewickelt. Ab den 1960er Jahren konnte man sich dem internationalen Trend zum Straßentransport jedoch nicht mehr verschließen. Die Devisenknappheit erwies sich dabei als ernstes Problem für die Beschaffung entsprechender Fahrzeuge.
Damals rechnete man nicht damit, dass sich die investierten Devisen amortisieren würden. Deshalb versuchte man zunächst, die Geschäfte auf Kompensationsbasis abzuwickeln. Da die DDR-Industrie rege Wirtschaftsbeziehungen zu Schweden pflegte, wurden Maschinen gegen Volvo-LKW getauscht – anfangs die Typen F88/F89, zum Ende der DDR dann auch F10 und F12. Die Deutrans verfügte 1989 über knapp 4500 Lastwagen.
Die Fahrzeuge wurden standardmäßig im Farbton RAL 2003 (Pastellorange) lackiert. Die Deutrans wählte ihre Fahrer sorgfältig aus, berücksichtigte, um Republikfluchten vorzubeugen, ihre Familienverhältnisse, und achtete darauf, dass sie im NSW ein gepflegtes und gewandtes Auftreten zeigten. Zudem waren sie im Niveau der Ausbildung gegenüber DDR-Berufskraftfahrern, die nicht im NSW eingesetzt wurden, privilegiert. Aufgrund der im Vergleich zu westdeutschen Verhältnissen niedrigen Preise der Deutrans war sie, die auf dem westdeutschen Markt gegenüber den dortigen Firmen gleichberechtigt agieren durfte, als Subunternehmer von westdeutschen Fuhrunternehmen begehrt und als Billig-Konkurrenz geächtet. Es soll deshalb vorgekommen sein, dass an ihren Fahrzeugen, während sie in der Bundesrepublik im Einsatz waren, Vandalismus verübt wurde.

### Entwicklung nach 1989
1990, nach der deutschen Wiedervereinigung, ging Deutrans Kooperationen mit etablierten westdeutschen Unternehmen wie Kühne + Nagel und Danzas ein, das traditionelle orange Design wurde durch ein neues, weißes ersetzt. Doch schnell konnte sie, nachdem sie in der DDR Privilegien genoss und begünstigt wurde, in der Marktwirtschaft nicht bestehen. Nun wurde sie als ein mit mehreren tausend Fahrzeugen neu in den Markt eingetretener, somit sehr großer und zudem preisgünstiger Konkurrent von der westdeutschen LKW-Lobby bekämpft, und schließlich nach und nach zerschlagen. 1992 erfolgte die Löschung aus dem Handelsregister. Ihre als vorbildlich ausgebildet geltenden Fahrer wurden hingegen von Transportfirmen gern eingestellt.